# Edo Ronchi
Edoardo (Edo) Ronchi (ur. 31 maja 1950 w Treviglio) – włoski polityk, socjolog i nauczyciel akademicki, parlamentarzysta, w latach 1996–2000 minister środowiska.

## Życiorys
Z wykształcenia socjolog, pracował jako nauczyciel akademicki. Wykładał m.in. na Uniwersytecie Bolońskim i na Uniwersytecie Rzymskim – La Sapienza.
Był działaczem komunistycznego ugrupowania Demokracja Proletariatu, a w 1989 jednym z założycieli ekologicznej partii Verdi Arcobaleno. W 1990 współtworzył z tą formacją Federację Zielonych. W latach 1983–1994 przez trzy kadencje sprawował mandat posła do Izby Deputowanych, następnie do 2001 wchodził w skład Senatu XII i XIII kadencji. W 1989 uzyskał mandat europosła III kadencji, z którego zrezygnował dzień po jej rozpoczęciu.
Od maja 1996 do kwietnia 2000 sprawował urząd ministra środowiska w rządzie Romana Prodiego i dwóch gabinetach Massima D’Alemy. Nie utrzymał tej funkcji w rządzie Giuliana Amato, odmawiając objęcia w nim stanowiska ministra ds. polityki wspólnotowej.
Działał następnie w Demokratach Lewicy. W 2006 jako kandydat koalicyjnego Drzewa Oliwnego został senatorem XV kadencji. W 2007 brał udział w założeniu Partii Demokratycznej. W 2008 wycofał się z działalności politycznej, stając na czele Fondazione per lo Sviluppo Sostenibile, fundacji zajmującej się zrównoważonym rozwojem.